# Yacimientos Petrolíferos Fiscales Bolivianos
Yacimientos Petrolíferos Fiscales Bolivianos (YPFB, en français Gisements pétrolifères fiscaux boliviens), créée le 21 décembre 1936, est une entreprise publique bolivienne consacrée à l'exploration, à l'exploitation, au raffinage et à la vente de pétrole, du gaz et de ses produits dérivés.

## Histoire
La Comibol a dans les années cinquante et soixante joué un rôle important dans la capitalisation de YPFB, créée en 1936.
YPFB est privatisée partiellement à la fin de la présidence de Gonzalo Sánchez de Lozada en 1997. Le président socialiste Evo Morales nationalise ensuite YPFB pour utiliser les revenus des hydrocarbures pour sa politique sociale.